# برنارد جونز (بازیکن فوتبال، زاده ۱۹۲۴)
برنارد جونز (انگلیسی: Bernard Jones; ۲۷ سپتامبر ۱۹۲۴ – ۲۰۰۰ (۷۵−۷۶ سال)) بازیکن فوتبال اهل بریتانیا بود.
از باشگاه‌هایی که در آن بازی کرده‌است می‌توان به باشگاه فوتبال وینسفورد یونایتد، باشگاه فوتبال مکلسفیلد تاون، باشگاه فوتبال پورت ویل، و باشگاه فوتبال استافورد رانجرز اشاره کرد.